# Aisara Chomphuthat
Aisara Chomphuthat (thailändisch อิสระ ชมภูทัศน์; * 18. Januar 2006) ist ein thailändischer Fußballspieler.

## Karriere
Aisara Chomphuthat erlernte das Fußballspielen in der Jugend des Suphanburi FC. Hier unterschrieb er Ende Januar 2024 auch seinen ersten Vertrag. Der Verein aus Suphanburi spielt in der zweiten Liga, der Thai League 2. Sein Zweitligadebüt gab Chomphuthat am 27. April 2024 (34. Spieltag) im Heimspiel gegen den Phrae United FC. Bei dem 0:0-Unentschieden wurde er in der 71. Minute für Rachanon Kanyathong eingewechselt. Am Ende der Saison 2024/25 musste er mit Suphanburi in die dritte Liga absteigen.